# Melodía tipo
En musicología, una melodía tipo es un conjunto de fórmulas melódicas, figuras, y patrones que son utilizadas para la composición de una gran variedad de música, especialmente no-occidental y música occidental primitiva. Este tipo de música es generalmente compuesto mediante un proceso de centonización, bien en forma libre (o sea improvisando) o según un patrón fijo.

El término 'melodía tipo' tal como lo usa Slobin (1982:186) y aquí es definido como un grupo de melodías que se encuentran relacionadas en el sentido que todas ellas contienen similares procedimientos modales y similares características rítmicas y contornos o patrones melódicos.

La mayoría de las culturas que componen música de esta manera organizan los patrones según tipos de melodías característicos. A menudo se los compara con las escalas modernas occidentales, pero en realidad los tipos de melodías contienen mucha más información que una secuencia de alturas permitida, ya que ellos informan como es que deben funcionar esas alturas en la música, e indican fórmulas básicas que sirven de base para la improvisación. En música no-improvisada como por ejemplo la música litúrgica codificada, es fácil entender como es que la melodía se desarrolla a partir del conjunto de patrones. 